# Vườn quốc gia Altai Tavan Bogd
Vườn quốc gia Altay Tavan Bogd (tiếng Mông Cổ: Алтай Таван богд байгалийн цогцолбор газар, Khu phức hợp thiên nhiên Ngũ Thánh Altay) là một vườn quốc gia nằm ở tỉnh Bayan-Ölgii, Mông Cổ. Nó bao gồm khối núi Tavan Bogd phần thuộc Mông Cổ, bị chia cắt bởi đường biên giới với hai quốc gia là Nga và Trung Quốc trên dãy núi Altay.
Với diện tích 6.362 kilômét vuông và nằm ở phía nam của Tavan Bogd, ngọn núi cao nhất của Mông Cổ. Nó bao gồm các hồ Khoton, Khurgan và Dayan. Đây là nơi sinh sống của nhiều loài động vật hoang dã gồm cừu Argali, dê núi, hươu đỏ, chồn sồi, nai sừng tấm Á-Âu, gà tuyết và đại bàng vàng.
Trong vườn quốc gia là di sản thế giới được UNESCO công nhận, tranh khắc đá trên dãy Altay. Di sản này bao gồm ba địa điểm với hàng nghìn bức tranh khắc đá và đá nguyên khối của các dân tộc Turk, bao gồm tranh khắc đá Tsagaan Salaa với hơn 10.000 bức vẽ hang động trên một thung lũng sông dài 15 kilômét.